# Jelinek Erzsébet
Jelinek Erzsébet Noémi (Budapest, 1983. január 12.) színész. Békéscsabán a Jókai Színháznál 2004-ben végzett, és végül a Kaposvári Egyetemen szerzett színművész diplomát. 2007-ben férjével és barátaikkal megalapították a KoMa színtársulatot, ahol azóta is játszik.
Drégely Sára szerepét játszotta a Barátok közt tévésorozat 2007-es epizódjaiban.

## Díjak, Kitüntetések
- Legjobb harminc év alatti színésznő (VIII. Pécsi Országos Színházi Találkozó, 2008)

## Fontosabb szerepei
Békéscsabai Jókai Színház
- Neil Simon: Pletyka (Pudney)
- Garcia Lorca: Bernarda Alba háza (Martirio)

Kaposvári Egyetem
- Molnár Ferenc: Egy, kettő, három (Lydia)
- Garcia Lorca: Bernarda Alba háza (Magdalena)
- Bertolt Brecht: Koldusopera (Kocsma Jenny)

Szolnoki Szabadtéri Színház
- Machiavelli: Mandragóra (Lucrezia)

KoMa
- Garaczi László: Plazma (Réka)
- Dzsing (Bözsimözsi)
- Tasnádi István: Fédra-fitness (Kar)
- Mikó Csaba: Idill (Nő)
- Varró Dániel-Szabó Borbála: Líra és Epika (Prozetta királyné)
- Vinnai András: SZJ9231 - avagy a Művtev vége (Bözske)